# Antonio Orazio Quinzio
Antonio Orazio Quinzio (Genova, 4 marzo 1856 – Genova, 10 giugno 1928) è stato un pittore e scultore italiano.

## Biografia

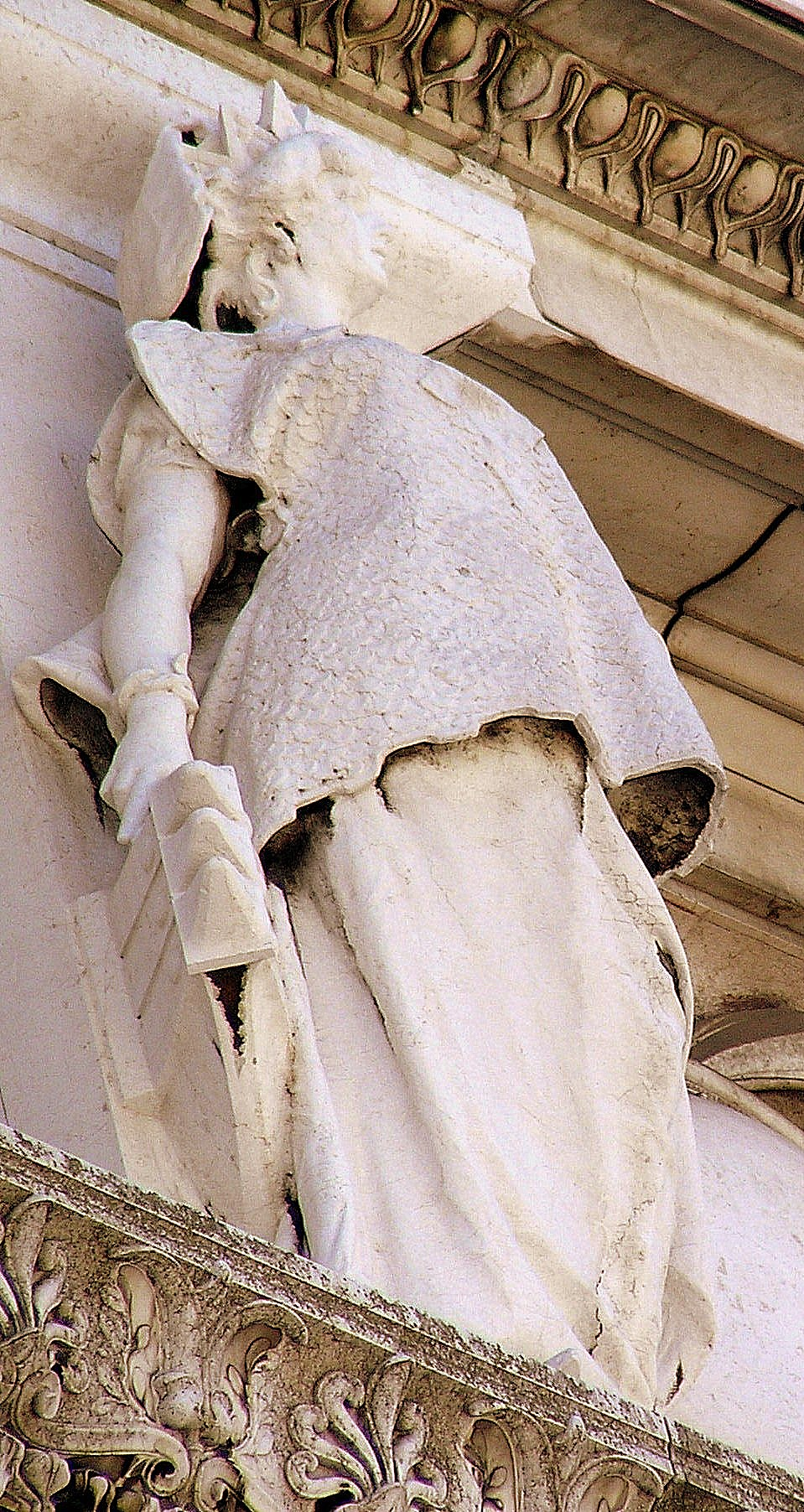
Statua della Liguria nel Vittoriano di Roma

Nato a Genova nel 1856, in una famiglia di pittori, fra cui i due fratelli minori Tullio Salvatore (1858-1918) e Antonino Pietro (1867-1918), acquisì dal padre, Giovanni (1832-1918), studente e poi docente dell'Accademia ligustica di belle arti, i primi rudimenti dell'arte. In seguito perfezionò egli stesso la propria tecnica presso la stessa Accademia e poi a Firenze e Roma.
Come pittore, Quinzio si espresse prevalentemente nella tecnica dell'affresco: da ricordare gli episodi della storia genovese dipinti nel salone della Banca d'Italia della città ligure e la Madonna del Soccorso nella cupola della chiesa di san Bartolomeo della Ginestra a Sestri Levante. Si cimentò anche con la tecnica dell'olio con la quale eseguì, tra gli altri, un autoritratto conservato nella Civica galleria d'arte moderna di Pegli.
Come scultore si ricordano la statua allegorica della regione Liguria posta sul coronamento del sommoportico, in corrispondenza delle colonne del Vittoriano di Roma, e le quattro statue raffiguranti gli evangelisti (San Marco, San Luca, San Giovanni e San Matteo) collocate presso i pilastri della basilica dei Santi Gervasio e Protasio di Rapallo.